# O Bandido da Luz Vermelha
Pour plus de détails, voir Fiche technique et Distribution.
O Bandido da Luz Vermelha est un film brésilien de Rogério Sganzerla sorti en 1968. 
Le film est inspiré de la vie du criminel brésilien João Acácio Pereira da Costa, surnommé le « Bandido da Luz Vermelha ». Il est considéré comme l'un des symboles du cinema marginal, un courant du cinéma brésilien né à la fin des années 1960. Rogério Sganzerla avait 22 ans lorsqu'il a réalisé le film. En novembre 2015, le film est inclus en 6e position dans la liste établie par l'Association brésilienne des critiques de cinéma (Abraccine) des 100 meilleurs films brésiliens de tous les temps.

## Fiche technique
- Titre : O Bandido da Luz Vermelha
- Réalisation : Rogério Sganzerla
- Scénario : Rogério Sganzerla
- Musique : Rogério Sganzerla
- Photographie : Peter Overbeck et Carlos Ebert
- Montage : Silvio Renoldi
- Production : José da Costa Cordeiro, José Alberto Reis et Rogério Sganzerla
- Société de production : Urano Filmes
- Pays :  Brésil
- Genre : Biopic et thriller
- Durée : 92 minutes
- Dates de sortie : 
  -  Brésil : 2 décembre 1968

## Distribution
- Helena Ignez : Janete Jane
- Paulo Villaça : Bandido da Luz Vermelha
- Pagano Sobrinho : J.B. da Silva
- Luiz Linhares : le chef Cabeção